# Friedrich Schenck zu Schweinsberg
Freiherr Friedrich Ludwig Johann Christian Schenck zu Schweinsberg (* 22. Oktober 1777 in Wäldershausen (Vogelsbergkreis); † 18. Oktober 1832 in Kestrich) war ein deutscher Gutsbesitzer und Mitglied der Zweiten Kammer der Landstände des Großherzogtums Hessen-Darmstadt sowie des Landstandes des Fürstentums Waldeck.

## Herkunft und Familie
Friedrich Schenck zu Schweinsberg entstammte dem hessischen Uradelsgeschlecht der Schenck zu Schweinsberg, aus dem zahlreiche namhafte Persönlichkeiten hervorgegangen sind. Er war der Sohn des landgräflichen Hofadjunkers Friedrich Ludwig Rudolf Schenck zu Schweinsberg (1748–1782) und dessen Ehefrau Christiane Elisabeth geb. von Zwierlein (1745–1788). Er war verheiratet mit Eleonora Christiana Louise von Zwierlein, Tochter des Salentin von Zwierlein und der Caroline geb. von Harling. Aus der Ehe stammten die Kinder
- Ludwig Friedrich (1805–1881), Finanzminister
- Luise Wilhelmine Charlotte (1809–1840), ⚭ Hans Constantin Ludwig Friedrich von Zwierlein, (1802–1863)
- Moritz Christian Thilo (1811–1831)

## Wirken
Friedrich schlug die militärische Laufbahn ein und wurde 1796 Secondeleutnant in der Hessen-kasselschen Armee. 1803 zum Kapitän III. Klasse befördert, wurde er im selben Jahr als Rittmeister verabschiedet und wurde Rittmeister A la suite.
Vom 1. Juli 1820 bis zum 1. November 1832 erhielt er als Vertreter des grundherrlichen Adels ein Mandat für die Zweite Kammer der Landstände des Großherzogtums Hessen. Diese bestand aus gewählten Vertretern der Bevölkerung, während in der Ersten Kammer institutionelle Vertreter, Vertreter des erblichen Adels sowie von der Regierung auf Lebenszeit Ernannte ihren Platz hatten. Zugleich war er vom 3. Juni 1823 bis zu seinem Tode als Besitzer des Ritterguts Höhnscheid Mitglied des Landstandes des Fürstentums Waldeck.